# 米爾內 (布利茲紐基市鎮)
48°51′53″N 36°23′16″E / 48.86472°N 36.38778°E
米爾內（烏克蘭語：Мирне）是烏克蘭東部的村莊，由哈爾科夫州洛佐瓦區的布利茲紐基市鎮負責管轄。該村始建於1924年，面積0.45平方公里，海拔高度160米，2001年人口122，人口密度每平方公里271.1人。